# 날개 (1927년 영화)
《날개》(Wings)는 미국에서 제작된 윌리엄 A. 웰먼 감독의 1927년 전쟁 영화이다. 클라라 바우 등이 주연으로 출연하였고 루시엔 허바드 등이 제작에 참여하였다.

## 줄거리

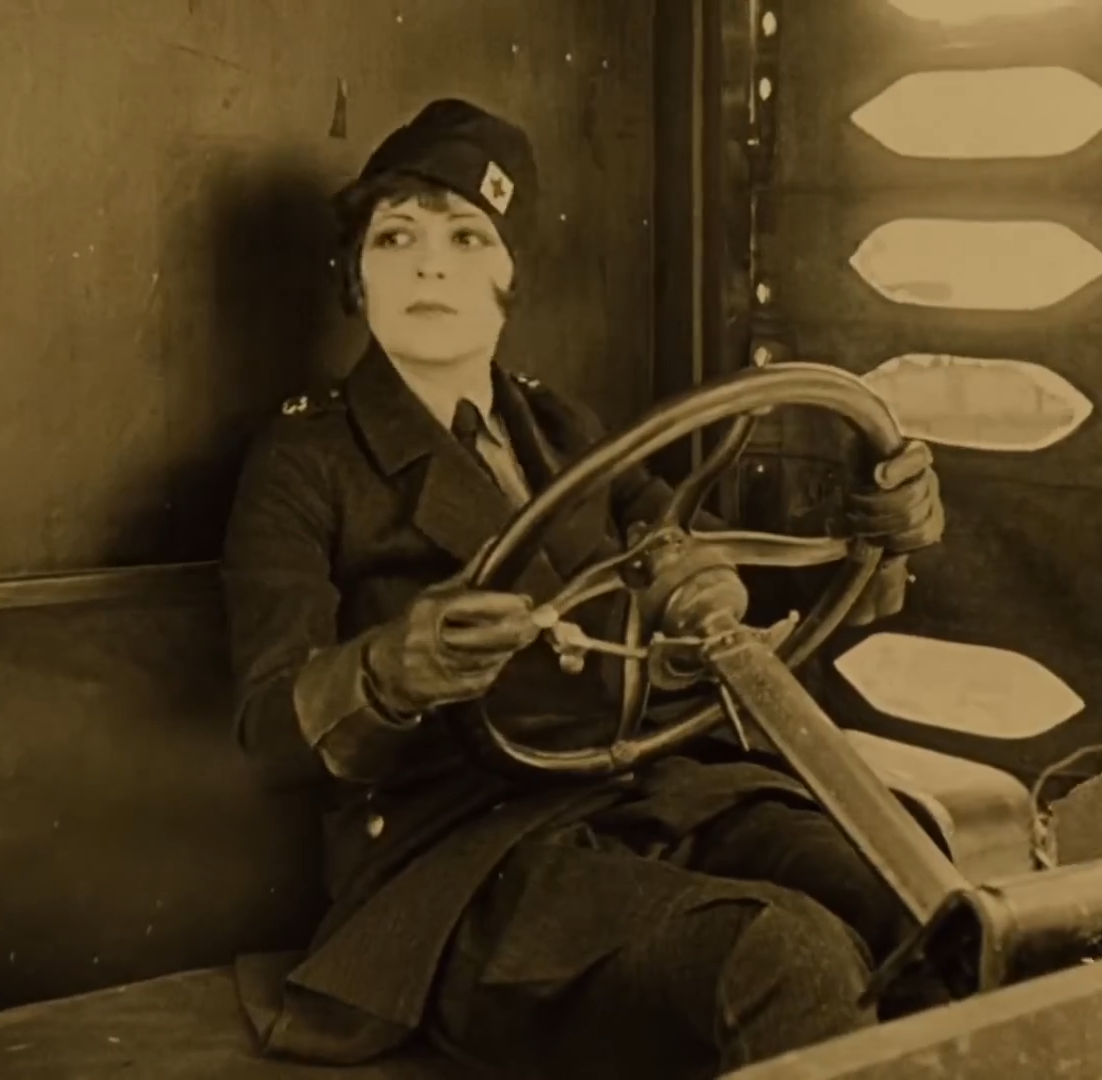

잭 파월과 데이비드 암스트롱은 같은 작은 미국 마을에서 서로 라이벌이며, 둘 다 아름다운 실비아 루이스의 관심을 끌려고 한다. 잭은 "옆집 소녀" 메리 프레스턴이 자신을 절실히 사랑하고 있다는 것을 깨닫지 못한다. 두 젊은이는 모두 미국 육군 항공단의 전투 조종사가 되기 위해 입대한다. 그들이 훈련 캠프로 떠날 때, 잭은 실비아가 자신을 선호한다고 잘못 생각하지만, 그녀는 실제로는 데이비드를 선호하고 그에게 자신의 감정을 알리지만, 잭의 애정을 거절하기에는 너무 마음이 착하다.
두 남자는 치열한 훈련 기간을 견디며 서로 적대시한다. 그러나 피투성이 권투 시합 중에 그들은 서로의 용기를 깨닫고 가장 친한 친구가 된다. 졸업 후, 그들은 프랑스로 파견되어 독일에 맞서 싸운다.
잭과 데이비드는 함께 숙소를 사용한다. 그들의 텐트 동료는 생도 화이트이지만, 그들의 인연은 너무 짧다. 화이트는 같은 날 비행기 추락 사고로 사망한다.
메리는 구급차 운전사가 되어 전쟁에 참여한다. 그녀는 나중에 "더 슈팅 스타"로 알려진 에이스로서 잭의 명성을 알게 되고 파리에서 휴가를 보내던 중 그를 만난다. 그녀는 그를 찾지만, 그는 너무 취해서 그녀를 알아보지 못한다. 그녀는 그를 방으로 데려가 재우지만, 두 명의 군사경찰이 그녀가 빌린 드레스를 벗고 유니폼으로 갈아입는 동안 방으로 들이닥치자, 그녀는 사임하고 미국으로 돌아갈 수밖에 없게 된다.
이야기의 절정은 장대한 생미이엘 전투와 함께 온다. 데이비드는 격추되어 사망한 것으로 추정된다. 그러나 그는 불시착에서 살아남아 독일 복엽기를 훔쳐 연합군 전선으로 향한다. 비극적인 불운으로 잭은 적기를 발견하고 친구를 복수하기 위해 공격을 시작한다. 그는 비행기를 격추하는 데 성공하고 승리의 기념품을 회수하기 위해 착륙한다. 데이비드의 비행기가 추락한 땅의 주인은 잭에게 죽어가는 사람의 곁으로 오라고 재촉한다. 그는 동의하고 자신이 한 일을 깨닫자 비탄에 잠긴다. 데이비드는 그를 위로하고, 죽기 전에 그의 동지를 용서한다.
전쟁이 끝나자 잭은 영웅 대접을 받으며 집으로 돌아온다. 그는 데이비드의 슬픔에 잠긴 부모님을 찾아 친구의 유품을 돌려준다. 방문 중에 그는 데이비드의 죽음을 초래한 것에 대해 용서를 구한다. 암스트롱 부인은 아들의 죽음에 책임이 있는 것은 잭이 아니라 전쟁이라고 말한다. 그리고 잭은 메리와 재회하고 그녀를 사랑한다는 것을 깨닫는다.

## 출연

### 주연
- 클라라 바우
- 찰스 버디 로저스
- 조비너 랄스톤

### 조연
- 엘 브렌델
- 리처드 터커
- 게리 쿠퍼
- 헨리 B. 월탈
- 로스코 칸스
- 줄리아 스웨인 고든
- 토머스 카
- 마저리 채핀
- 앤디 클락
- 나이젤 드 브룰리어
- 윌리엄 히키
- 헤다 호퍼
- 조지 어빙
- 제임스 피어스
- 윌리엄 A. 웰먼

## 기타
- 특수효과: 로이 포머로이
- 자막: 줄리안 존슨